# 仰瞻
仰瞻，江南行中書省蘇州府長洲縣（今江蘇省蘇州市）人，明朝官员。
永樂年间，其由虎賁衛經歷升大理寺丞。正统年间，宦官王振干政，百官纷纷依附，唯独仰瞻与大理卿薛瑄不去。当时两人审理冤假错案，日益得罪王振，后下狱被戍边大同。景泰年间，召为右寺丞，执法严格。之后加大理寺少卿。